# Juan Manuel Fernández de Agüero
Juan Manuel Fernández de Agüero (Cantabria, España, 1772 – Buenos Aires, 19 de octubre de 1840) fue un teólogo heterodoxo y filósofo que fue el primer profesor de filosofía de la Universidad de Buenos Aires.

## Biografía
Llegó al Río de la Plata hacia 1794, año en que figura como alumno en el Colegio de San Carlos de Buenos Aires. A finales del año 1800 ingresó al clero, y al año siguiente se dirigió a Santiago de Chile, donde a mediados de ese año obtuvo los títulos de Licenciado y Doctor en la facultad de “Sagrada Teología”.
Regresó a Buenos Aires en 1803, y en febrero de 1805 obtuvo por concurso la cátedra de filosofía en el colegio de San Carlos. Reunió los cursos que dictó desde ese año hasta el de 1807 en una manuscrito, pero este se ha perdido. Desde 1806 fue capellán del Tercio de Cántabros Montañeses. Dejó sus lecciones de filosofía en 1807, pero ocupó el cargo de capellán interino de la importante Parroquia de la Piedad.
En noviembre de 1808, el párroco titular de la Piedad, Mariano Medrano, recuperó el cargo, por lo que Agüero pasó a la parroquia de Nuestra Señora del Buen Viaje en la Cañada de Morón. Allí permaneció durante cinco años.
En diciembre de 1810, la Primera Junta obligó a los españoles que ocupaban funciones públicas a adoptar la nacionalidad argentina; Fernández de Agüero solicitó la ciudadanía, pero ésta fue rechazada. Otra solicitud similar fue rechazada por la Asamblea del Año XIII, lo que significó su separación del curato de Morón. Durante los siete años siguientes, no se tienen noticias sobre Fernández de Agüero.
A fines de 1820, Fernández de Agüero insistió con su solicitud de ciudadanía, que finalmente le fue conferida. Es posible que haya tenido vínculos con personajes de figuración en el gobierno de la Provincia de Buenos Aires, porque el 8 de febrero de 1822 fue nombrado al frente de la Cátedra de Lógica, Metafísica y Retórica, esto es, de filosofía, de la Universidad de Buenos Aires. También se le ofreció el cargo de prefecto del departamento de Primeras Letras, aparentemente con la misión de organizar una escuela primaria dependiente de la Universidad, cargo que rechazó.
Durante los años siguientes dictó su curso de filosofía, reuniendo los apuntes para consulta de sus alumnos, que el gobierno provincial publicó como material de cátedra para los cursos siguientes. El curso no seguía la doctrina de ningún pensador anterior, y fue considerado por los demás docentes de la Universidad como fuertemente heterodoxo, incluyendo pasajes que fueron señalados como heréticos.
En 1823, Fernández de Agüero fue elegido diputado provincial por los distritos de Morón y San Fernando a la Sala de Representantes, lo que significó su ingreso al partido unitario.
A medida que el curso de Agüero fue desarrollándose, las acusaciones en su contra se multiplicaron, llegando incluso a provocar reclamos de parte de los profesores de la Universidad de Córdoba. De modo que el rector Antonio Sáenz prohibió a Fernández de Agüero continuar con su curso; ante la insistencia del docente, el rector clausuró el aula en que se dictaba el curso. El gobierno provincial desautorizó a Sáenz, lo que llevaría a la renuncia de éste al rectorado en julio de 1825.
Siguió dictando su curso de filosofía hasta fines de 1827, cuando el avance de posturas menos liberales en el gobierno del sucesor del presidente Rivadavia, el gobernador Manuel Dorrego, lo llevaron a la renuncia en el mes de noviembre.
Volvió a dictar su curso de filosofía durante el gobierno de Juan Lavalle, que había derrocado y ejecutado a Dorrego, pero el rector Santiago Figueredo lo obligó a renunciar a fines de 1830.
Tras un breve paso por Montevideo, donde no encontró eco para sus propuestas educativas, logró dictar una pequeña parte de su curso a su regreso a Buenos Aires, pero terminó por retirarse a la vida privada.
Falleció el 19 de octubre de 1840 en Buenos Aires.